# Ahmed Abu-Shadi
Ahmed Farid Abu-Shadi fue un deportista egipcio que compitió en esgrima, especialista en las modalidades de florete y sable. Ganó tres medallas de bronce en el Campeonato Mundial de Esgrima entre los años 1949 y 1951.

## Palmarés internacional
| Campeonato Mundial | Campeonato Mundial  | Campeonato Mundial | Campeonato Mundial  |
| Año                | Lugar               | Medalla            | Prueba              |
| ------------------ | ------------------- | ------------------ | ------------------- |
| 1949               | El Cairo (Egipto)   | Medalla de bronce  | Sable por equipos   |
| 1950               | Montecarlo (Mónaco) | Medalla de bronce  | Sable por equipos   |
| 1951               | Estocolmo (Suecia)  | Medalla de bronce  | Florete por equipos |